# III. třída okresu Litoměřice
III. třída okresu Litoměřice patří společně s ostatními třetími třídami mezi deváté nejvyšší fotbalové soutěže v Česku. Je řízena Okresním fotbalovým svazem Litoměřice. Hraje se každý rok od léta do jara se zimní přestávkou. Hraje se v jedné skupině (neoznačuje se), soutěž má 9 účastníků  okresu Litoměřice, každý s každým hraje jednou na domácím hřišti a jednou na hřišti soupeře. Celkem se tedy hraje 16 kol. Vítěz soutěže a tým na druhém místě postupují do II. třídy okresu Litoměřice.

## Vítězové

### III. třída okresu Litoměřice skupina A
| Ročník    | Vítězný tým                  |
| --------- | ---------------------------- |
| 2004/2005 | TJ Sokol Křesín              |
| 2005/2006 | SK Roudnice nad Labem B      |
| 2006/2007 | SK Hrobce                    |
| 2007/2008 | SK Roudnice nad Labem B      |
| 2008/2009 | FK Polepy                    |
| 2009/2010 | FK Polepy                    |
| 2010/2011 | FK Bechlín                   |
| 2011/2012 | Chemička Dobříň              |
| 2012/2013 | SK Štětí B                   |
| 2013/2014 | FK Litoměřice C              |
| 2014/2015 | TJ Slavoj Bohušovice         |
| 2015/2016 | Sokol Pokratice - Litoměřice |
| 2016/2017 | FK Sokol Milešov             |
| 2017/2018 | Sokol Pokratice - Litoměřice |
| 2018/2019 |                              |

### III. třída okresu Litoměřice skupina B
| Ročník    | Vítězný tým          |
| --------- | -------------------- |
| 2004/2005 | FK Litoměřice B      |
| 2005/2006 | TJ Sokol Křesín      |
| 2006/2007 | TJ Sokol Křesín      |
| 2007/2008 | FK Libochovice       |
| 2008/2009 | TJ Sokol Terezín     |
| 2009/2010 | ASK Lovosice B       |
| 2010/2011 | Sokol Třebenice      |
| 2011/2012 | TJ Sokol Libochovany |
| 2012/2013 | FK Litoměřice B      |
| 2013/2014 | TJ Sokol Křesín      |
| 2014/2015 | SK Dušníky           |
| 2015/2016 | TJ Žitenice          |
| 2016/2017 | FK Bechlín           |
| 2017/2018 | TJ Slavoj Úštěk      |
| 2018/2019 |                      |